# Cañón T7 155 mm
El T7 155 mm era un cañón de tanque estadounidense desarrollado en 1945.

## Historia y desarrollo
Iba a ser el armamento principal del tanque pesado T30, pero solamente se produjeron escasos ejemplares debido a la cancelación del proyecto del T30 a fines de la década de 1940.
El T7 155 mm era cargado con un obús y su respectiva carga propulsora, al igual que el cañón T5E1 105 mm del tanque pesado T29. Tenía una baja velocidad de boca de apenas 701 m/s en comparación a los 945 m/s del T53 120 mm montado a bordo del tanque pesado T34 y el T5E1 del tanque pesado T29. Sin embargo, el obús de alto poder explosivo de 43 kg demostró ser eficaz contra fortificaciones. Las pruebas del T7 155 mm terminaron antes de ser puesto a punto, debido a la cancelación del proyecto del T30.

## Variantes
- T7 - Modelo estándar.
- T7E1 - Un T7 modificado para emplear un cargador automático y una portilla de eyección.